# Grootoogbrasem
De grootoogbrasem (Gymnocranius grandoculis) is een straalvinnige vissensoort uit de familie van de straatvegers (Lethrinidae). De wetenschappelijke naam van de soort is voor het eerst geldig gepubliceerd in 1830 door Valenciennes.